# František Fišera
František Fišera, född 22 februari 1900 i Víchová nad Jizerou, död där 3 februari 1982, var en tjeckisk vinteridrottare som var aktiv inom längdskidåkning under 1920-talet. Han medverkade vid Olympiska vinterspelen 1928 i längdskidåkning 50 kilometer och kom på 18:e plats.